# John Kennedy (wioślarz)
John Gerdell Kennedy (ur. 19 maja 1900 w Filadelfii, zm. we wrześniu 1971 w Lakewood) – amerykański wioślarz, brązowy medalista olimpijski.
Wystąpił na igrzyskach olimpijskich w Paryżu w 1924, gdzie reprezentanci Stanów Zjednoczonych w składzie: Robert Gerhardt, Sidney Jelinek, Edward Mitchell, Henry Welsford i John Kennedy (sternik) zdobyli brązowy medal w czwórkach ze sternikiem. W finale wyprzedzili ich Szwajcarzy i Francuzi. Był to jego jedyny start olimpijski.
Po ukończeniu 18 lat wstąpił do US Army, by walczyć w I wojnie światowej, lecz konflikt zakończył się zanim Kennedy został wysłany do walki.